# Škripavac
Škripavac (kroatisch: der Quietschende) ist ein kroatischer Käse, der hauptsächlich in der Region Lika verbreitet ist. Es handelt sich um einen Frischkäse, der üblicherweise aus Kuh- und/oder Schafmilch, manchmal aber auch aus Ziegenmilch hergestellt wird.